# Fosfatidilinositolo alfa-mannosiltransferasi
La fosfatidilinositolo alfa-mannosiltransferasi è un enzima appartenente alla classe delle transferasi, che catalizza la seguente reazione:
Trasferisce uno o più residui di α-D-mannosio dal GDP-mannosio alle posizioni 2,6 ed altre del 1-fosfatidil-mio-inositolo